# Bâtiment du ministère des Domaines de l'État
Le bâtiment du ministère des Domaines est un monument architectural néo-renaissance situé à Saint-Pétersbourg, sur la place Saint-Isaac, à l'angle de la rue Bolshaïa Morskaïa et du quai de la rivière Moïka.

## Histoire
Au XVIIIe siècle, sur la parcelle 42 de la rue Bolshaïa Morskaïa, il y avait deux cours. Au début des années 1740, un bâtiment pour les magasins de commerce fut construit ici pour remplacer le Mytny Dvor incendié en 1736, conçu par Giuseppe Trezzini.
Le propriétaire des magasins était Ivan Rodionovitch Chirkin. Après sa  mort, en 1785 sa veuve dut d'abord hypothéquer puis vendre la propriété.
Bien qu'au début les magasins donnaient sur l'une des façades donnant sur la place, en 1762 le terrain voisin fut cédé à Feofempt Vasilievich Popov, qui au cours de la décennie suivante le construisit sur trois côtés avec des dépendances de différentes hauteurs. La façade du magasin Chirkins commençait ainsi à faire face à l'allée Vygruznoy .
En 1834, l'ensemble revint au sous-lieutenant Ivan Antonovitch Voevodsky : son terrain fut acheté par le Trésor en mai 1844 pour 115 000 roubles.
En 1843, Nicolas Ier a décidé d'agrandir la zone et de construire sur ses côtés des bâtiments pour le ministère des Domaines de l'État. Le Trésor a acheté la maison trois fois moins cher que ce que le propriétaire voulait - 99 939 roubles au lieu des 300 000 demandés.

## Bâtiment moderne
Le bâtiment possède une cour. La façade principale fait face à la place Saint-Isaac. Construit dans le style de la Renaissance italienne en 1844-1853 (le projet fut approuvé le 10 août 1844 et achevé à l'été 1853), il a été bâti avec l'idée de concevoir une place de ville.
Le bâtiment a été inspiré par l'un des projets d'Auguste de Montferrand pour la reconstruction de la partie orientale de la place du Palais (avec la construction du quartier général du Corps des Gardes). Alexandre Terebenev, D. Jensen et A. Dylev ont été impliqués dans les travaux.
Depuis 1922, la maison abritait l'Institut d'agronomie expérimentale, aujourd'hui l'Institut Vavilov de recherche sur la culture des plantes. L'institut possède la bibliothèque scientifique agricole de Saint-Pétersbourg, qui abrite une collection de 330 000 échantillons de graines et de plantes.
Le 17 décembre 2002, sur ordre du gouvernement de la fédération de Russie, plusieurs bâtiments, dont le bâtiment du ministère des biens de l'état, ont été transférés à la gestion des affaires présidentielles.